# إيلدار نيزاموتدينوف
إيلدار نيزاموتدينوف (الروسية: Низамутдинов, Эльдар Фэлэхдинович) من مواليد (31 مايو 1981 بكوستروما في روسيا ) هو لاعب كرة قدم روسي في مركز الهجوم. لعب مع أرسنال تولا وبالتيكا كالينينغراد وسبارتاك فلاديكافكاز وسبارتاك موسكو وشينيك ياروسلافل ونادي روتور فولغوغراد وسبارتك كوستروما ‏ وFC Volochanin-Ratmir Vyshny Volochyok ‏ وFC Nosta Novotroitsk ‏ ونادي ينيسي كراسنويارسك ‏ ونادي خيمكي ونادي أورال يكاترينبورغ.

## وصلات خارجية
- إيلدار نيزاموتدينوف على موقع قاعدة بيانات كرة القدم.إي يو (الإنجليزية)
- إيلدار نيزاموتدينوف على موقع Soccerway.com (الإنجليزية)
- إيلدار نيزاموتدينوف على موقع عالم كرة القدم.نت (الإنجليزية)